# Майкл Сомаре
Майкл Томас Сомаре (1936—2021) — політичний діяч держави Папуа Нова Гвінея, один із засновників незалежної ПНГ, перший прем'єр-міністр  Папуа Нової Гвінеї.

## Життєпис
Народився 9 квітня 1936 року в місті Рабаул на о. Нова Британія в сім'ї поліцейського, який сам був родом з провінції Східний Сепік, а служив у Рабаулі. В початкову школу Майкл пішов під час японської окупації 1942—1943, а закінчував вже за австралійської влади. З 1957 року працював учителем у початковій школі у провінції Східний Сепік, продовжував навчання, працював на радіо. У 1967 році разом з іншими діячами заснував партію Єдиної Папуа Нової Гвінеї — Пангу Паті. 1968 став депутатом парламенту підмандатної території Австралії.
Після надання ПНГ самоврядування став у 1973—1975 роках її головним міністром, а після проголошення незалежності ПНГ її першим прем'єр-міністром. Був прем'єр-міністром ПНГ у 1975—1980, 1982—1985, 2002—2010 і 2011 роках, а також міністром закордонних справ ПНГ 1988—1992, 1999 і 2006 роках. В останній термін при владі належав до партії Національного Альянсу. Залишив політику в червні 2011 року через хворобу.